# Метод Бройдена
Метод Бройдена — є квазіньютоновим методом для знаходження коренів системи рівнянь для n змінних. Вперше він був описаний Ч. Г. Бройденом у 1965 році.
Метод Ньютона для розв'язання системи рівнянь {\displaystyle \displaystyle f_{i}(x_{1},x_{2},\ldots ,x_{n})=0}, де {\displaystyle i=1,2,\ldots ,n}, використовує обчислення якобіана матриці J на кожній ітерації. Однак обчислення якобіана є важкою та дорогою операцією. Ідея методу Бройдена в тому, щоб обчислювати весь якобіан лише на першій ітерації та використовувати розв'язок методом хорд на наступних ітераціях.
У 1979 році Девід М. Гей довів, що коли метод Бройдена застосовати до лінійної системи розміру {\displaystyle n\times n}, то він завершується за 2n кроків, хоча, як і всі квазіньютоновські методи, він може не сходитися у випадку нелінійних систем.

## Опис методу

### Розв'язування рівняння з однією змінною
У методі хорд ми замінюємо першу похідну f′ у точці xn наближенням скінченною різницею:
{\displaystyle f'(x_{n})\simeq {\frac {f(x_{n})-f(x_{n-1})}{x_{n}-x_{n-1}}},}
і діємо подібно до методу Ньютона:
{\displaystyle x_{n+1}=x_{n}-{\frac {f(x_{n})}{f^{\prime }(x_{n})}}}
де n — індекс ітерації.

### Розв'язування системи нелінійних рівнянь
Розглянемо систему з k нелінійних рівнянь
{\displaystyle \mathbf {f} (\mathbf {x} )=\mathbf {0} ,}
де f — вектор-функція вектора x:
{\displaystyle \mathbf {x} =(x_{1},x_{2},x_{3},\dotsc ,x_{k}),}
{\displaystyle \mathbf {f} (\mathbf {x} )={\big (}f_{1}(x_{1},x_{2},\dotsc ,x_{k}),f_{2}(x_{1},x_{2},\dotsc ,x_{k}),\dotsc ,f_{k}(x_{1},x_{2},\dotsc ,x_{k}){\big )}.}
Для таких задач Бройден дає узагальнення одновимірного методу Ньютона, замінюючи похідну якобіаном J. Матриця Якобі визначається ітеративно на основі рівняння хорди при наближенні скінченною різницею:
{\displaystyle \mathbf {J} _{n}(\mathbf {x} _{n}-\mathbf {x} _{n-1})\simeq \mathbf {f} (\mathbf {x} _{n})-\mathbf {f} (\mathbf {x} _{n-1}),}
де n — індекс ітерації. Для наочності визначимо:
{\displaystyle \mathbf {f} _{n}=\mathbf {f} (\mathbf {x} _{n}),}
{\displaystyle \Delta \mathbf {x} _{n}=\mathbf {x} _{n}-\mathbf {x} _{n-1},}
{\displaystyle \Delta \mathbf {f} _{n}=\mathbf {f} _{n}-\mathbf {f} _{n-1},}
тому вищезазначене можна переписати як
{\displaystyle \mathbf {J} _{n}\Delta \mathbf {x} _{n}\simeq \Delta \mathbf {f} _{n}.}
Наведене вище рівняння є недовизначеним, якщо k більше одиниці. Бройден пропонує використати поточну оцінку матриці Якобі Jn−1 і вдосконалити її, взявши розв'язок рівняння хорди, яке є мінімальною модифікацією Jn−1:
{\displaystyle \mathbf {J} _{n}=\mathbf {J} _{n-1}+{\frac {\Delta \mathbf {f} _{n}-\mathbf {J} _{n-1}\Delta \mathbf {x} _{n}}{\|\Delta \mathbf {x} _{n}\|^{2}}}\Delta \mathbf {x} _{n}^{\mathrm {T} }.}
Це мінімізує наступну норму Фробеніуса:
{\displaystyle \|\mathbf {J} _{n}-\mathbf {J} _{n-1}\|_{\rm {F}}.}
і ми можемо рухатися подібно до метода Ньютона:
{\displaystyle \mathbf {x} _{n+1}=\mathbf {x} _{n}-\mathbf {J} _{n}^{-1}\mathbf {f} (\mathbf {x} _{n}).}
Бройден також запропонував використовувати формулу Шермана-Моррісона для знаходження якобіана зворотної матриці Якобі:
{\displaystyle \mathbf {J} _{n}^{-1}=\mathbf {J} _{n-1}^{-1}+{\frac {\Delta \mathbf {x} _{n}-\mathbf {J} _{n-1}^{-1}\Delta \mathbf {f} _{n}}{\Delta \mathbf {x} _{n}^{\mathrm {T} }\mathbf {J} _{n-1}^{-1}\Delta \mathbf {f} _{n}}}\Delta \mathbf {x} _{n}^{\mathrm {T} }\mathbf {J} _{n-1}^{-1}.}
Цей метод широко відомий як «хороший метод Бройдена».
Подібний результат можна отримати, використовуючи трохи іншу модифікацію Jn−1. Це дає інший метод, так званий «поганий метод Бройдена» (див.):
{\displaystyle \mathbf {J} _{n}^{-1}=\mathbf {J} _{n-1}^{-1}+{\frac {\Delta \mathbf {x} _{n}-\mathbf {J} _{n-1}^{-1}\Delta \mathbf {f} _{n}}{\|\Delta \mathbf {f} _{n}\|^{2}}}\Delta \mathbf {f} _{n}^{\mathrm {T} }.}
Це мінімізує іншу норму Фробеніуса:
{\displaystyle \|\mathbf {J} _{n}^{-1}-\mathbf {J} _{n-1}^{-1}\|_{\rm {F}}.}
Багато квазі-ньютонових методів було запропоновано для задач оптимізації, коли при пошуку максимуму або мінімуму, знаходять корінь першої похідної (багатовимірний градієнт). Якобіан градієнта називається Гессіаном і є симетричним, що накладає додаткові обмеження для його оновлення.

## Клас методів Бройдена
На додаток до двох методів, описаних вище, Бройден визначив цілий клас споріднених методів.:578 Загалом, методи в класі Бройдена задаються у формі:150
{\displaystyle \mathbf {J} _{k+1}=\mathbf {J} _{k}-{\frac {\mathbf {J} _{k}s_{k}s_{k}^{T}\mathbf {J} _{k}}{s_{k}^{T}\mathbf {J} _{k}s_{k}}}+{\frac {y_{k}y_{k}^{T}}{y_{k}^{T}s_{k}}}+\phi _{k}\left(s_{k}^{T}\mathbf {J} _{k}s_{k}\right)v_{k}v_{k}^{T},}де {\displaystyle y_{k}:=\mathbf {f} (\mathbf {x} _{k+1})-\mathbf {f} (\mathbf {x} _{k}),}{\displaystyle s_{k}:=\mathbf {x} _{k+1}-\mathbf {x} _{k},} та{\displaystyle v_{k}=\left[{\frac {y_{k}}{y_{k}^{T}s_{k}}}-{\frac {\mathbf {J} _{k}s_{k}}{s_{k}^{T}\mathbf {J} _{k}s_{k}}}\right],}і {\displaystyle \phi _{k}\in \mathbb {R} } для кожного {\displaystyle k=1,2,...} . Вибір {\displaystyle \phi _{k}} визначає метод.

### Інші методи в класі Бройдена були представлені іншими авторами
- Метод Девідона–Флетчера–Пауелла (DFP)[en] є єдиним членом цього класу, опублікованим до двох методів, визначених Бройденом.[1]:582 Для методу DFP, {\displaystyle \phi _{k}=1}.[4]:150
- Алгоритм Шуберта або розріджений Бройдена — модифікація для розріджених матриць Якобі.[5]
- Klement (2014) — використовує менше ітерацій для вирішення багатьох систем рівнянь.[6][7]